# 老山小轮车赛场
39°54′45″N 116°12′54″E / 39.91249699999999°N 116.215133°E

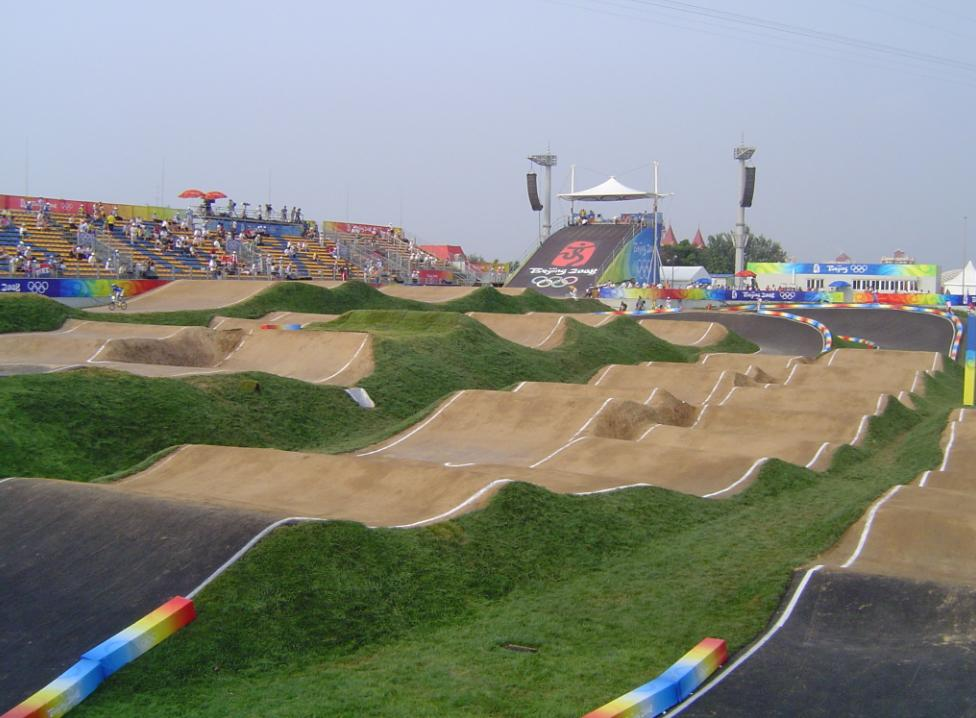
老山小轮车赛场

老山小輪車賽場是北京奧運會自行車項目的男子、女子小輪車（BMX）小項的比賽場地。

## 简介
老山小輪車賽場位於北京市石景山區国家体育总局自行车击剑运动管理中心基地南侧，2006年12月30日开工，2007年8月15日验收交付。占地面积约1.98公顷，建築面積為3650平方米，並設4000個座位。由於小轮車為北京奧運會新增設的小項，因此该比賽場地是奧運會歷史上首個的小轮車賽場。2007年8月20日至8月21日，老山小輪車賽場承办了2007“好运北京”国际自行车联盟小轮车世界杯，作为北京奥运会前的測試比赛。2008年8月20日至8月21日，老山小輪車賽場承办了北京奥运会小轮车比赛，在此诞生了奥运会历史上首枚小轮车（BMX）金牌。
老山小輪車賽場的賽道是以堅實土質構成的環形賽道，从赛道的中心线测量，長度爲300米至400米，寬度在起点处不小于10米，在其他任意一处不小于5米，赛道设计了4米的落差，设有双跳、平台等各种弯道及障碍。此外，在坚实土质构成的封闭式环形赛道上，还使用了沥青，这是此前世界各地的小轮车赛场均未曾铺设过的。老山小輪車賽場的沙土采用了北京市昌平区东二旗的土源，掺入一定比例的固化剂和沙子，保证了沙土的坚固性、透气性。
老山小轮车赛场的用地处在老山汉墓文物保护范围及石景山区城市绿化保护范围，本来按照计划会在北京奥运会结束后按原状恢复。但根据2008年8月22日的报道，石景山区人民政府已向北京市人民政府提出申请，希望赛后将该赛场保留下来，北京市人民政府口头同意了这一申请。赛后，老山小轮车赛场虽然被保留下来，但很快处于闲置状态。